# 산요소네역
산요소네역(일본어: 山陽曽根駅, さんようそねえき)은 일본 효고현 다카사고시에 있는 산요 전기철도 본선의 역이다. 역 번호는 SY 34이다.

## 역사
- 1923년 8월 19일: 고베히메지 전기철도의 개통과 동시에 소네마치역으로 영업 개시.
- 1924년 2월: 전철 소네 역으로 역명 변경.
- 1927년 4월 1일: 우지가와 전기에 의한 합병으로 본 회사의 역이 됨.
- 1933년 6월 6일: 우지가와 전기 철도 부문이 분리되어 산요 전기철도의 역이 됨.
- 1991년 4월 7일: 산요소네역으로 역명 변경.
- 2013년
  - 2월 12일: 아라이 역 히메지 방향의 신코마에 건널목에서 한신 우메다 행 직통 특급이 트럭과 접촉하는 사고가 발생했다. 이로써, 다카사고 ~ 오시오 역간 운행이 중단되었고, 본 역도 영업을 일시 정지했다.
  - 2월 14일: 첫 차부터 정상 운행에 돌아가 역의 영업 재개.

## 역 구조
상대식 승강장 2면 2선의 지상역이다. 무인역이지만 역사・매표기・정산기가 설치되어 있다. 삼각 지붕의 역사가 인상적이다. 또한, 역사는 고베 방면 승강장의 히메지 방향에 있고, 반대쪽의 히메지 방면
승강장은 구내 건널목에서 연결된다.

### 승강장
| 역사쪽 | ■ 본선(상행) | 아카시・산노미야・오사카 방면 |
| 반대쪽 | ■ 본선(하행) | 시카마・히메지・아보시 방면   |

## 역 주변
JR 서일본 산요 본선 소네역은 본 역에서 북쪽으로 약 2km 떨어져 있다. 모두 소네텐만구에서 역명을 취하고 있는데, 본 역이 덴만구에는 가깝다.
- 다카사고 시 소네 시민 서비스 코너
- 소네 역전 종합시장
- 호소카와 저택
- 소네 우체국
- 미쓰이 스미토모 은행 소네 출장소
- 히가사 산
- 다카사고 시립 소네 초등학교
- 다카사고 시립 쇼요 중학교
- 효고 현립 쇼요 고등학교

## 사진

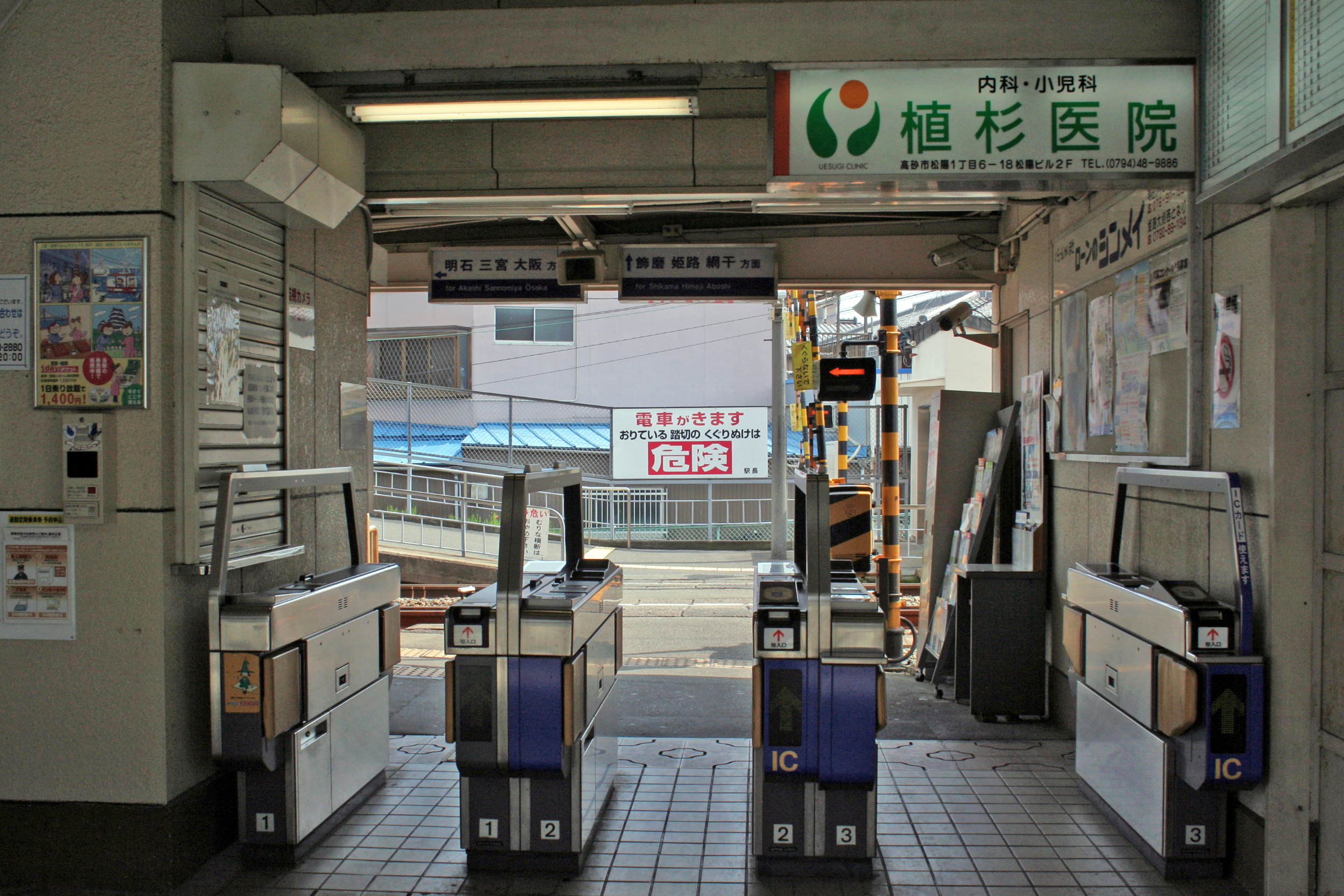
개찰구

## 인접역
| 산요 전기철도 ■ 본선             | 산요 전기철도 ■ 본선 | 산요 전기철도 ■ 본선         |
| -------------------------------- | -------------------- | ---------------------------- |
| SY 33 이호 우메다・니시다이 방면 | ■ S특급 ■ 보통       | 오시오 SY 35 산요히메지 방면 |